# あさひ総合病院
あさひ総合病院（あさひそうごうびょういん）は、富山県下新川郡朝日町泊にある朝日町立の医療機関。

## 沿革
※出典は個別に提示されているものを除き、右記のものを使用。
当病院は泊小川温泉が起源で、太平洋戦争中は陸軍の療養所として1945年4月まで使用されていた。同年5月から8月の終戦まで陸軍省経理事務所として使用され、終戦後の1945年11月1日に『日本医療団泊地方病院』となり、正式に病院としてスタートする。
1949年4月1日に『富山県立泊病院』に改称し、1952年には2町8ヶ村組合立となった。
1953年5月または1954年に大家の避病院跡地に新築移転した。1955年4月1日に泊町外六村病院組合立病院となり、同年5月31日には結核病棟50床開設、1959年1月1日に『朝日町立泊病院』に改称。1961年9月15日には産児室が開設された。
1965年より新病院の建設が進められ、1968年5月10日に地上4階建て、131床、泊病院准看護婦養成所を併設した新病院が完成した（総工費2億9398万円）。この間にも1967年11月24日には医師住宅が完成している。
1992年4月1日に現在の『あさひ総合病院』に改称し、2003年7月11日に病棟建て替え工事に着手し、2005年11月11日に地上6階建て、199床の現在の建物に建て替えられた。透析センター、リハビリテーションセンター、健診センターなども併設されている。
かつては境地区に境診療所が設けられていたが、2005年3月に閉鎖された。

## 診療科
- 内科
- 循環器科
- 胃腸科
- 小児科
- 外科
- 整形外科
- 形成外科
- 脳神経外科
- 皮膚科
- 泌尿器科
- 婦人科
- 眼科
- 耳鼻咽喉科
- リハビリテーション科
- 放射線科

## 主な指定
- 日本外科学会認定研修施設
- 日本整形外科学会認定研修施設
- 日本眼科学会認定研修施設
- 日本乳癌学会認定施設
- マンモグラフィ検診施設画像評価認定施設

## 交通アクセス
- あいの風とやま鉄道 泊駅下車　徒歩約15分